# 日本の利益団体一覧
日本の利益団体一覧（にほんのりえきだんたいいちらん）とは、日本で現在活動している利益団体および過去に活動をしていた利益団体の一覧。

## 概要
特定の政党の支持母体となっていて間接的に政権をとろうとしている団体も含んでいる点、政治に対して主張のある団体は多いため、影響力の大きい団体に限っている点に注意する必要がある。

## 一覧

### 現在活動している主な団体

#### 経済団体・業界団体
- 日本経済団体連合会（経団連）
- 経済同友会
- 関西経済連合会（関経連）
- 中部経済連合会（中経連）
- 日本商工会議所（日商）
- 新経済連盟
- 業界団体一覧を参照。

#### 労働者団体（労働組合）
- 日本労働組合総連合会（連合）
- 全国労働組合総連合（全労連）
- 全国労働組合連絡協議会（全労協）
- 全国繊維化学食品流通サービス一般労働組合同盟（UAゼンセン同盟）
- 全日本自治団体労働組合（自治労）
- 日本自治体労働組合総連合（自治労連）
- 日本教職員組合（日教組）
- 全日本教職員組合（全教）
- 全日本教職員連盟（全日教連）

#### 職能団体・専門職団体
- 日本医師会
- 日本看護協会
- 日本助産師会
- 日本歯科医師会
- 日本薬剤師会
- 日本弁護士連合会
- 日本ソーシャルワーカー連盟
- 日本介護福祉士会
- 全国郵便局長会（全特）
- 全国消防長会
- 全国消防職員協議会
- SWASH

#### 第一次産業に関する団体
- 農業協同組合（農協）
- 漁業協同組合（漁協）
- 森林組合
- 農民組合

#### 生協・社会福祉・医療に関する団体
- 日本生活協同組合連合会（日本生協連）
- 自立生活サポートセンター・もやい
- 反貧困ネットワーク
- しんぐるまざあず・ふぉーらむ
- 日本医療福祉生活協同組合連合会
- きょうされん
- 徳洲会グループ
- 全日本民主医療機関連合会（民医連）
- 労働者福祉中央協議会
- 中央社会保障推進協議会
- 日本協同組合連携機構

#### 宗教団体
- 日本宗教連盟（日宗連）
- 全日本仏教会（全仏）
- 神社本庁
- 日本キリスト教協議会（NCC）
- 日本福音同盟（JEA）
- カトリック中央協議会
- 新日本宗教団体連合会（新宗連）
- 日本宗教者平和協議会（宗平協）
- 創価学会
- 世界平和統一家庭連合
- 日本ムスリム協会

#### 文化団体
- 日本芸能実演家団体協議会（芸団協）
- 日本俳優連合（日俳連）
- 日本音楽制作者連盟（音制連、FMPJ）
- 日本音楽事業者協会（音事協、JAME）
- 日本音楽著作権協会（JASRAC）
- 日本音楽作家団体協議会（FCA）
- 日本音楽出版社協会（MPA）
- 日本レコード協会（RIAJ）
- コンサートプロモーターズ協会（ACPC）
- コンピュータソフトウェア著作権協会（ACCS）
- 日本美術著作権連合
- 日本写真著作権協会
- 日本文藝家協会
- 日本脚本家連盟
- 日本シナリオ作家協会
- 日本映画製作者連盟
- 日本映画製作者協会
- 日本映像ソフト協会
- 日本芸能マネージメント事業者協会（マネ協、JEMEA）
- 日本声優事業社協議会（声事協、JSYCC）
- 放送法遵守を求める視聴者の会
- 日本ペンクラブ
- ヘイトスピーチと排外主義に加担しない出版関係者の会
- 放送倫理・番組向上機構（BPO）

#### 平和・人権に関する団体
- アムネスティ・インターナショナル日本
- アジア・太平洋人権情報センター
- ヒューマンライツ・ナウ
- 救援連絡センター
- 日本国民救援会
- 日本労働弁護団
- 人身売買禁止ネットワーク
- 日本遺族会
- のりこえねっと
- 救え! 北朝鮮の民衆/緊急行動ネットワーク
- 北朝鮮に拉致された日本人を救出するための全国協議会（救う会）
- 部落解放同盟

#### 教育・スポーツに関する団体
- 日本PTA全国協議会
- 全日本学生自治会総連合（全学連）
- 日本スポーツ協会
- 日本パラスポーツ協会
- 新日本スポーツ連盟
- 新しい教科書をつくる会

#### アイデンティティ・ポリティクスに関する団体
- 北海道アイヌ協会
- 部落解放同盟
- 在日本朝鮮人総聯合会（朝鮮総連）
- 在日本大韓民国民団（民団）
- 移住者と連帯する全国ネットワーク（移住連）
- アジア自由民主連帯協議会
- アジア女性資料センター
- 新日本婦人の会（新婦人）
- 婦人民主クラブ
- 日本障害フォーラム（JDF）
- DPI日本会議
- DPI女性障害者ネットワーク
- 琉球弧の先住民族会

#### 環境保護・動物愛護に関する団体
- 日本自然保護協会
- 日本野鳥の会
- グリーンピース (NGO)
- 動物の倫理的扱いを求める人々の会

#### 青年団体
- 日本青年団協議会（日青協）
- 日本民主青年同盟（民青同盟）
- 日本社会主義青年同盟（社青同）
- 青年法律家協会（青法協）

### 過去に活動していた団体
- 中立労働組合連絡会議
- 中絶禁止法に反対しピル解禁を要求する女性解放連合
- 黒龍会
- 原理日本社